# Горст-Арно Фенскі
Горст-Арно Фенскі (нім. Horst-Arno Fenski; 3 листопада 1918, Кенігсберг — 10 лютого 1965, Гамбург) — німецький офіцер-підводник, оберлейтенант-цур-зее крігсмаріне. Кавалер Лицарського хреста Залізного хреста.

## Біографія
9 жовтня 1937 року вступив на службу у ВМФ. Протягом півроку служив на лінійному кораблі «Гнайзенау», а в квітні 1940 року був переведений в підводний флот. В 1941 року — 1-й вахтовий офіцер на підводному човні U-752. З 16 червня 1942 року — командир навчального човна U-34 (в бойових діях участі не приймав), з 5 лютого 1943 року — U-410, на якому зробив 5 походів (провівши в морі в цілому 137 днів). Основним районом дій Фенскі стало Середземне море. 11 березня 1944 року його човен був потоплений американською авіацією, але екіпажу вдалося врятуватися. З 5 квітня 1944 року — командир U-371, з яким вийшов в єдиний похід, що завершився через 12 днів, коли човен отримав важкі ушкодження в бою з чотирма ескортними міноносцями (двома американськими, французьким і британським) і був змушений спливти. 3 члени екіпажу загинули, 49 (включаючи Фенскі) вціліли і були взяті в полон американцями. В 1946 році звільнений.
Всього за час бойових дій потопив 9 кораблів загальною водотоннажністю 53 649 тонн і пошкодив 3 кораблі водотоннажністю 9634 тонни. 
| Дата            | Назва корабля                            | Тип                  | Тоннаж | Вантаж                                                                                   | Екіпаж | Загинули | Країна             | Конвой  |
| --------------- | ---------------------------------------- | -------------------- | ------ | ---------------------------------------------------------------------------------------- | ------ | -------- | ------------------ | ------- |
| 6 березня 1943  | Fort Battle River                        | Торговий пароплав    | 7,133  | 3000 тонн державних товарів                                                              | 65     | 0        | Британська імперія | KMS-10  |
| 6 березня 1943  | Fort Paskoyac (пошкоджений)              | Торговий пароплав    | 7,134  | Державні товари                                                                          | 67     | 0        | Британська імперія | KMS-10  |
| 26 серпня 1943  | John Bell                                | Торговий пароплав    | 7,242  | 7200 тонн генеральних військових вантажів                                                | 72     | 1        | США                | UGS-14  |
| 26 серпня 1943  | Richard Henderson                        | Торговий пароплав    | 7,194  | 5000 тонн генеральних військових вантажів і вибухівки                                    | 70     | 0        | США                | UGS-14  |
| 26 вересня 1943 | Christian Michelsen                      | Торговий пароплав    | 7,176  | 3000 тонн бочок з нафтою, пошта і 7000 тонн боєприпасів, у тому числі 3000 тонн авіабомб | 50     | 47       | Норвегія           | UGS-17  |
| 1 жовтня 1943   | Empire Commerce (безповоротно втрачений) | Тепловий танкер      | 3,722  | Баласт                                                                                   | 51     | 0        | Британська імперія | MKS-26  |
| 1 жовтня 1943   | Fort Howe                                | Торговий пароплав    | 7,133  | Баласт                                                                                   | 70     | 2        | Британська імперія | MKS-26  |
| 15 лютого 1944  | Fort St. Nicolas                         | Торговий пароплав    | 7,154  | 4000 тонн військових товарів                                                             | 67     | 0        | Британська імперія | Shingle |
| 18 лютого 1944  | HMS Penelope (97)                        | Легкий крейсер       | 5,270  |                                                                                          | 623    | 417      | Британська імперія | Shingle |
| 20 лютого 1944  | USS LST-348                              | Десантний корабель   | 1,625  | Військові товари                                                                         | 103    | 24       | США                | Shingle |
| 3 травня 1944   | USS Menges (DE-320) (пошкоджений)        | Ескортний міноносець | 1,200  |                                                                                          | ?      | 31       | США                | GUS-38  |
| 4 травня 1944   | FFL Sénégalais (T22) (пошкоджений)       | Ескортний міноносець | 1,300  |                                                                                          | ?      | ?        | Франція            | GUS-38  |

## Звання
- Кандидат в офіцери (9 жовтня 1937)
- Морський кадет (28 червня 1938)
- Фенріх-цур-зее (1 квітня 1939)
- Оберфенріх-цур-зее (1 березня 1940)
- Лейтенант-цур-зее (1 травня 1940)
- Оберлейтенант-цур-зее (1 квітня 1942)

## Нагороди
- Залізний хрест
  - 2-го класу (10 жовтня 1941)
  - 1-го класу (28 березня 1943)
- Нагрудний знак флоту (28 жовтня 1941)
- Нагрудний знак підводника (13 грудня 1942)
- Лицарський хрест Залізного хреста (26 листопада 1943)
- Відзначений у Вермахтберіхт (20 лютого 1944)